# شاملوي كوتشك
شاملوي كوتشك هي قرية في مقاطعة كليبر، إيران. عدد سكان هذه القرية هو 187 في سنة 2006.